# Чэнбу-Мяоский автономный уезд
Чэнбу-Мяоский автономный уезд (кит. упр. 城步苗族自治县, пиньинь Chéngbù Miáozú zìzhìxiàn) — автономный уезд городского округа Шаоян провинции Хунань (КНР).

## История
Во времена империи Мин в 1504 году был создан уезд Чэнбу (城步县).
После образования КНР в 1949 году был создан Специальный район Шаоян (邵阳专区), и уезд вошёл в его состав.
В марте 1956 года уезд Чэнбу был преобразован в Чэнбу-Мяоский автономный уезд.
В 1970 году Специальный район Шаоян был переименован в Округ Шаоян (邵阳地区).
Постановлением Госсовета КНР от 8 февраля 1983 года был расформирован округ Шаоян и образован городской округ Шаоян, однако уже 13 июля это решение было отменено. Постановлением Госсовета КНР от 27 января 1986 года округ Шаоян вновь был преобразован в городской округ.

## Административное деление
Автономный уезд делится на 6 посёлков и 6 волостей.